# Tico Medina
Escolástico Medina García (Píñar, Granada, 11 de septiembre de 1934-Madrid, 5 de julio de 2021) fue un periodista español, más conocido como Tico Medina.

## Biografía

### Radio
Conocido familiarmente como Tico, Medina nació en Píñar, pequeño pueblo de los Montes Orientales de Granada. Era un veterano reportero especializado en entrevistas. Su carrera comenzó en Granada, en Radio Granada y el Diario Ideal, aunque después residió en Madrid. Colaboró desde 2015 en el programa Herrera en COPE.

### Prensa escrita
En 1956, escribió también en el periódico Informaciones y más adelante en el diario Pueblo hasta 1968. En prensa escrita fue también redactor jefe de la revista ¡Hola!, jefe de reporteros de ABC, corresponsal de guerra y enviado especial en una buena parte del mundo.

### Televisión
Presente en televisión desde sus inicios en España, en los años 50, se hizo popular al ponerse al frente del primer programa de entrevistas de Televisión Española, llamado Tele-Madrid (1957) junto a Yale. En años sucesivos, mantuvo una presencia constante en la pequeña pantalla, que se prolongó hasta la década de 2000. Además fue corresponsal en México entre 1977 y 1978. Fue colaborador habitual en el programa de Juan y Medio en Canal Sur.

### Varios
También fue guionista de cine, pudiendo mencionarse las películas Aprendiendo a morir (1962) de Pedro Lazaga o La niña de luto (1964) de Manuel Summers.
Prolífico escritor, publicó más de veinte libros.
Entre sus premios, contaba en su haber con dos Premios Ondas, y una Antena de Oro. Fue académico honorario de la Academia de Buenas Letras de Granada.
Entrevistó a personajes como Richard Nixon, Fidel Castro, Salvador Dalí o el Che Guevara.

## Premios
- Premio Ondas. (1961)
- Medalla de Andalucía. (2008)
- Medalla al Mérito en el Trabajo. (2017)[2]

## Trayectoria en televisión
- Tele-Madrid (1957)
- Plaza de España (1957)
- Sierra, mar o nada (1958)
- Cuarta dimensión (1960-1961)
- Tercer grado (1963)
- A toda plana (1965)
- Buenas tardes (1970-1971)
- España en directo (1971)
- 24 horas (1972-1973)
- La gente quiere saber (1973)
- Todo es posible en domingo (1974)
- Revistero (1975-1976)[3]
- Hoy por hoy (1976)
- Gente del sábado (1977)
- Las buenas noticias 1978)
- 300 millones (1978-1983)
- A toda página (1995-1997)
- Extra Rosa (1997)[4]
- Mayores sin reparos (1997)[5]
- Las mañanas de Rosa (1999)
- Con T de tarde (2001-2003)